# Atriarch
Atriarch ist eine 2009 gegründete Black-Doom- und Death-Rock-Band.

## Geschichte

### Karriereverlauf
Atriarch wurde 2009 in Portland, Oregon, gegründet. Die Band veröffentlichte 2011 ihr erstes Album Forever the End auf Seventh Rule Recordings, gefolgt von einer Split-EP mit Alaric, die über 20 Buck Spin erschien. Für das zweite Album Ritual of Passing wurde ein Vertrag mit Profound Lore Records abgeschlossen. Es erschien 2012 mit einer Gestaltung von Stevie Floyd von Dark Castle. Zwei Jahre nach der Veröffentlichung von Ritual of Passing unterschrieb Atriarch einen Vertrag mit Relapse Records und veröffentlichte das durch Billy Anderson produzierte An Unending Pathway. Nach der Veröffentlichung der EP We Are All Dead 2016 im Selbstverlag erschien 2017 mit Dead as Truth das vierte Studioalbum der Gruppe erneut über Relapse Records.

### Besetzungsgeschichte
Neben Sänger Lenny Smith und Schlagzeuger Ronald „Maxamillion“ Avila wechselten die Musiker der Gruppe mehrfach. Insbesondere die Position des Bassisten wurde häufig neu besetzt. So wurde das Instrument nach der Gründung der Gruppe von Nick „Phit“ Mullins von Graves at Sea und Uzala gespielt, nach seinem Ausstieg 2012 übernahm Damon Kelly von Heathen Shrine das Instrument, dieser wurde daraufhin von Joe Wickstrom von Witch Mountain abgelöst, welcher wiederum durch Andy Savage ersetzt wurde. Der Gründungsgitarrist Brooks Blackhawk verließ die Band nach der Veröffentlichung von An Unending Pathway und wurde zur Veröffentlichung der EP We Are All Dead durch Joshua Dark ersetzt. Der Keyboarder Garek Jon Druss wurde nur auf dem 2012 veröffentlichten Album Ritual of Passing als offizielles Mitglied der Gruppe geführt.

### Rezeptionsgeschichte
Das Debütalbum Forever the End wurde vornehmlich durch subkulturell geprägte kleinere Webzines rezipiert, erhielt dabei allerdings überwiegend positive Bewertungen. Populärere szenespezifische Online-Medien, mit Ausnahme von Metal.de, widmeten sich dem Album kaum. Das zweite Studioalbum Ritual of Passing erlangte mit dem Verlag durch Profound Lore Records eine höhere Popularität und wurde für Print-Medien wie das Rock Hard und große Webzines wie Pitchfork Media besprochen. Das Album wurde von diesen, wie von weiteren Rezensenten, zumeist positiv aufgenommen, allerdings als speziell und kaum für jeden zugänglich beurteilt. Noch breiter Aufgestellt und ebenso positiv fiel die Rezeption der nachfolgenden Alben An Unending Pathway und Dead as Truth aus. Beide Alben wurden von britischen, amerikanischen, kanadischen, deutschen, belgischen und italienischen Metal-Webzines rezipiert. So wurde An Unending Pathway unter anderem im Ox-Fanzine sowie auf Vampster besprochen.

## Ideologie
Atriarch wurden unter der, an eine sufistische Phrase von Muhyī d-Dīn Ibn ʿArabī angelehnten, Prämisse gegründet mittels ihrer als „Klangritual“ bezeichneten Musik „den Schleier zu zerreißen, der uns vor unserem wahren Selbst erblinden lässt.“ Dabei richte sich Atriarch gegen das Ideale des von ihnen als „oberflächlich“ bezeichneten Lebens, aus dessen „Versklavung“ es zu entkommen gelte. Die Band benennt „Gier, Korruption, Angst und Hass“ als Ausdruck dieses Lebens. Die Musik sei dabei ein Instrument einer gewaltsamen Öffnung und Befreiung des Geists und Körpers, welche in der Natur der Bandmitglieder liege. So fasst die Band das eigene Anliegen als Negation religiöser Kernvorstellungen zusammen:

“There is no god there is no devil there is an All Encompassing force that connects all living things. Embrace the ritual and the veil will come crashing down...”

„Es gibt keinen Gott, es gibt keinen Teufel, es gibt eine allumfassende Kraft die alle Lebewesen verbindet. Umarme das Ritual und der Schleier wird zusammenbrechen …“

## Stil
Der von Atriarch gespielte Stil gilt als Crossover aus Death-Rock und Black Doom mit Elementen des Gothic Punk, Gothic Rock und Sludge. Zur genaueren Verortung der Musik werden Gruppen wie Bauhaus, The Sisters of Mercy und Christian Death für den Gothic und Death-Rock angeführt. Dabei wird insbesondere dem Klargesang von Lenny Smith eine klangliche Nähe zu Rozz Williams attestiert. Für den Black Doom sowie den Sludge wird auf Mayhem, Darkthrone, Celtic Frost für den Black Metal und Black Doom sowie EyeHateGod für den Sludge verwiesen. Als weitere Einfluss nehmende Referenzen werden Vertreter des Death Doom und Gothic Metal, insbesondere Paradise Lost, sowie Swans als Interpreten des Post-Industrials aufgeführt. Die aus dieser Mischung entstehende Atmosphäre wird mitunter als „verstörend anmutende Klangwelt“ bezeichnet.
Das Tempo der Stücke wird vornehmlich als langsam und schleppen umschrieben.  Dennoch so Peter Wingertsches vom Ox-Fanzine ginge es gelegentlich „für kurze Zeit richtig zur Sache und rasante Blastbeats brechen die SloMo-Riffs gnadenlos auf.“ Der Gesang variiert zwischen „schnellen und langsamen Sprechgesang, Geschrei oder Gekreische“.

## Diskografie
- 2011: Forever the End (Album, Seventh Rule Recordings)
- 2012: Alaric/Atriarch (Split-EP mit Alaric, 20 Buck Spin)
- 2012: Ritual of Passing (Album, Profound Lore Records)
- 2014: An Unending Pathway (Album, Relapse Records)
- 2016: We Are All Dead (EP, Selbstverlag)
- 2017: Dead as Truth (Album, Relapse Records)